# Кубок Финляндии по волейболу среди женщин
Кубок Финляндии по волейболу среди женщин — ежегодное соревнование женских волейбольных команд Финляндии. Проводится с 1968 года (с перерывами).

## Формула соревнований
Соревнования проходят по системе плей-офф («осень-весна»). Победители полуфинальных матчей в финале определяют обладателя Кубка. В финале розыгрыша 2024/25 «Виести» победил «Джими Воллей» 3:0.

## Победители
| - 1968 «Киммо» Лахти - 1969—1974 турнир не проводился - 1975 «Саариярвен Пуллистус» Саариярви - 1976 «Эуран Райку» Эура - 1977 «Луолаян Каястус» Хямеэнлинна - 1978 «Песя Вейкот» Йювяскюля - 1979 «Эуран Райку» Эура - 1980 «Эуран Райку» Эура - 1981 «Кархулан Вейкот» Котка - 1982 «Кайку» Каави - 1983 «Васама» Вааса - 1984 «Васама» Вааса - 1985 «Песя Вейкот» Йювяскюля - 1986—1989 турнир не проводился - 1990 «Васама» Вааса - 1991 «Васама» Вааса - 1992 «Васама» Вааса - 1993 «Васама» Вааса - 1994 «Палоккан Пюрю» Йювяскюля - 1995 «Палоккан Пюрю» Йювяскюля - 1996 «Ориведен Поннистус» Оривеси - 1997 «Ориведен Поннистус» Оривеси - 1998 «Эуран Райку» Эура - 1999 «Тармо Воллей» Хямеэнлинна - 2000 «Тармо Воллей» Хямеэнлинна | - 2001 «Йоэнсуун Прихат» Йоэнсуу - 2002 «Виести» Сало - 2003 «Пиексамяки» - 2004 «Виести» Сало - 2005 «Ванайян РК» Хямеэнлинна - 2006 «Ванайян РК» Хямеэнлинна - 2007 «Виести» Сало - 2008 «Виести» Сало - 2009 «Виести» Сало - 2010 «Виести» Сало - 2011 «Виести» Сало - 2012 «Кангасала» - 2013 «Кангасала» - 2014 «Виести» Сало - 2015 «Виести» Сало - 2016 «Виести» Сало - 2017 ХПК Хямеэнлинна - 2018 «Ориведен Поннистус» Оривеси - 2019 «Лиига Плоки» Пихтипудас - 2020 турнир не завершён - 2021 «Кангасала» - 2022 «Пёлкки Куусамон» Куусамо - 2023 «Хямеэнлинна» - 2024 «Пуийо Воллей» Куопио - 2025 «Виести» Сало |

## Источник
- Волейбол. Энциклопедия/Сост. В. Л. Свиридов. Москва: Издательства «Человек» и «Спорт» — 2016.